# Jamajka na Zimowych Igrzyskach Olimpijskich 2010

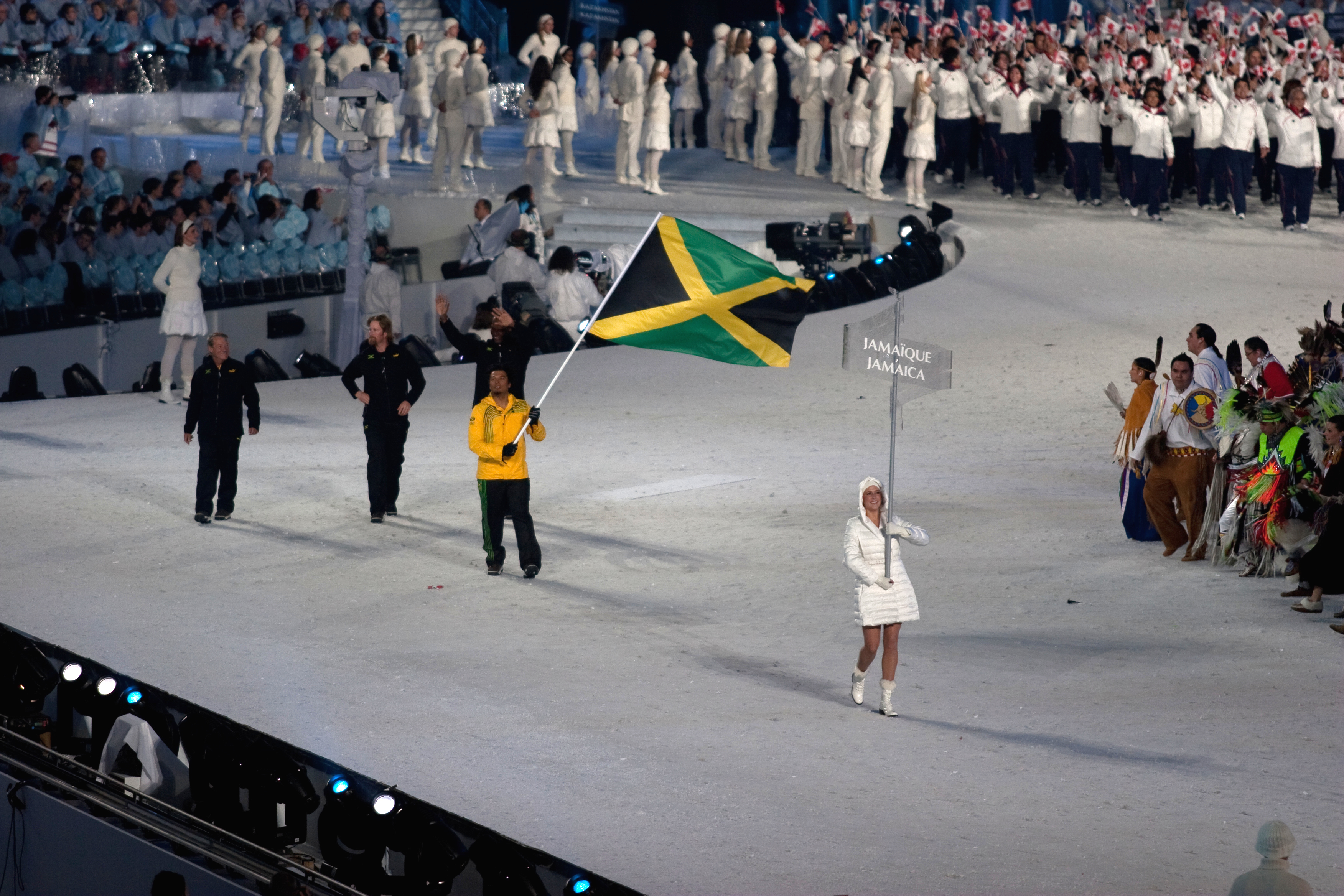
Reprezentacja Jamajki podczas ceremonii otwarcia igrzysk olimpijskich w Vancouver

Jamajka na Zimowych Igrzyskach Olimpijskich 2010 – występ jednoosobowej reprezentacji Jamajki na igrzyskach olimpijskich w Vancouver w 2010 roku.
W składzie znalazł się niespełna 24-letni narciarz dowolny amerykańskiego pochodzenia Errol Kerr. W Vancouver zaprezentował się w jednej konkurencji – ski crossie, w którym dotarł do ćwierćfinału i w końcowej klasyfikacji zajął dziewiąte miejsce. Był to najlepszy w historii rezultat osiągnięty przez reprezentanta Jamajki na zimowych igrzyskach olimpijskich. Kerr pełnił rolę chorążego reprezentacji podczas ceremonii otwarcia i zamknięcia igrzysk.
Był to szósty start reprezentacji Jamajki na zimowych igrzyskach olimpijskich i dwudziesty drugi start olimpijski, wliczając w to letnie występy.

## Tło startu

### Występy na poprzednich igrzyskach
Za organizację udziału reprezentacji Jamajki w igrzyskach olimpijskich odpowiada Jamajski Komitet Olimpijski, powołany w 1936 roku i w tym samym roku uznany przez Międzynarodowy Komitet Olimpijski. Po raz pierwszy komitet wysłał reprezentację olimpijską na igrzyska w Londynie w 1948 roku. Już w pierwszym olimpijskim starcie Jamajczycy zdobyli trzy medale olimpijskie w biegach lekkoatletycznych – na 400 m złoto zdobył Arthur Wint, a srebro Herb McKenley, Wint wywalczył ponadto srebro na dystansie dwa razy dłuższym.
Debiut olimpijski Jamajki na zimowych igrzyskach miał miejsce w 1988 roku podczas igrzysk w Calgary. W zawodach olimpijskich wzięła wówczas udział dwójka i czwórka bobslejowa – Dudley Stokes, Devon Harris, Michael White i Chris Stokes. Stokes i White zajęli 30. miejsce w dwójkach, a w czwórkach Jamajczycy nie zostali sklasyfikowani. Występ Jamajczyków, dodający kolorytu zimowym igrzyskom w Calgary, był inspiracją do wyprodukowanego w 1993 roku filmu pt. Reggae na lodzie (ang. Cool Runnings).
W kolejnych edycjach zimowych igrzysk olimpijskich Jamajczycy również startowali w zawodach bobslejowych mężczyzn. Najlepszy rezultat w latach 1988–2002 osiągnęli podczas igrzysk w Lillehammer w 1994 roku, kiedy 14. miejsce w czwórkach zajęli Dudley Stokes, Winston Watts, Chris Stokes i Wayne Thomas. Jamajka nie wystawiła swoich reprezentantów na igrzyska olimpijskie w Turynie w 2006 roku.

### Występy w sezonie przedolimpijskim

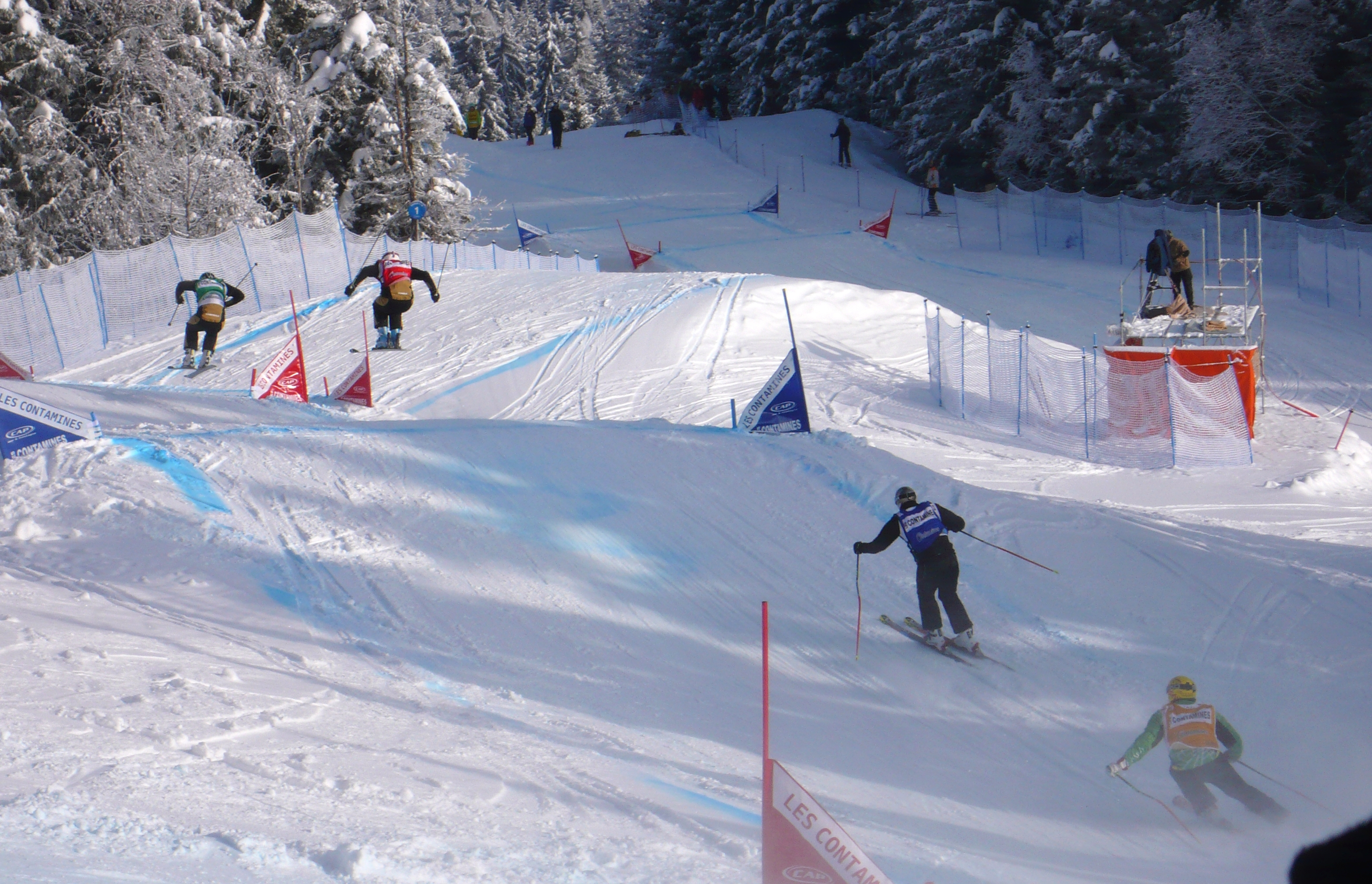
Errol Kerr (u dołu, z prawej strony) podczas zawodów Pucharu Świata w Contamines-Montjoie w 2010 roku

W sezonie 2008/2009 odbyły się mistrzostwa świata w narciarstwie dowolnym w Inawashiro, rozegrane w marcu 2009 roku. Wziął w nich udział reprezentant Jamajki, Errol Kerr i zajął dziesiąte miejsce w ski crossie. W tej samej konkurencji brał udział również w Pucharze Świata 2008/2009 i czterokrotnie uplasował się w pierwszej trzydziestce zawodów – w styczniu 2009 roku w St. Johann in Tirol zajął 30. miejsce, w Lake Placid był 16., w lutym tego roku w Whistler był 17., a w marcu w Haslibergu uplasował się na 22. miejscu. Startował również bez większych osiągnięć w zawodach niższej rangi w narciarstwie alpejskim.

### Kwalifikacje olimpijskie
Kryterium kwalifikacyjnym do igrzysk olimpijskich w Vancouver dla narciarzy dowolnych było zajęcie miejsca w pierwszej trzydziestce zawodów Pucharu Świata lub mistrzostw świata oraz zdobycie co najmniej 100 punktów FIS w danej konkurencji w okresie kwalifikacyjnym. Okres kwalifikacyjny obejmował sezony 2008/2009 i 2009/2010, zatem wliczono do niego Puchar Świata w narciarstwie dowolnym 2008/2009 i 2009/2010 oraz Mistrzostwa Świata w Narciarstwie Dowolnym 2009. Na tej podstawie sporządzona została światowa lista rankingowa Międzynarodowej Federacji Narciarskiej, wedle której przyznawane były kwoty narodowe. Po obsadzeniu maksymalnej liczby zawodników z danego państwa (po czterech na konkurencję), wolne miejsca rozdzielano pomiędzy kolejne kraje według listy rankingowej.
Kwalifikację olimpijską uzyskał jeden reprezentant Jamajki – Errol Kerr, który spełnił kryterium kwalifikacyjne w ski crossie w narciarstwie dowolnym. Wypełnił również minimum w narciarstwie alpejskim, jednak Jamajka nie wystawiła reprezentanta w tej dyscyplinie. Kerr spełnił wymóg kwalifikacyjny w ski crossie dzięki punktom do klasyfikacji generalnej Pucharu Świata oraz dzięki wysokiej lokacie podczas mistrzostw świata w Inawashiro w 2009 roku.
O kwalifikację olimpijską starali się również jamajscy bobsleiści w konkurencjach dwójek (Hanukkah Wallace i Joel Alexander) i czwórek. Nie znaleźli się jednak w pierwszej trzydziestce listy rankingowej i nie zostali dopuszczeni do startu w igrzyskach. Były to drugie z rzędu igrzyska, na które jamajscy bobsleiści nie zdołali się zakwalifikować. O prawo startu w igrzyskach ubiegała się także skeletonistka Rindy Loucks. Do awansu zabrakło jej kilku miejsc, przed igrzyskami plasowała się na 44. miejscu w światowym rankingu.

### Prawa transmisyjne
Na obszarze Jamajki prawo do transmisji zimowych igrzyskach olimpijskich w Vancouver miał jamajski kanał sportowy SportsMax.

## Skład reprezentacji
W składzie reprezentacji Jamajki na igrzyska olimpijskie w Vancouver znalazł się jeden zawodnik – narciarz dowolny startujący w ski crossie Errol Kerr. Urodził się on 12 kwietnia 1986 roku w Stanach Zjednoczonych jako syn amerykańskiej matki i jamajskiego ojca. Zawodnik ma podwójne obywatelstwo – jamajskie i amerykańskie. W delegacji olimpijskiej, poza samym zawodnikiem, znaleźli się: Chris Stokes – szef misji olimpijskiej (czterokrotny olimpijczyk w latach 1988–1998), Mike Fennell – prezes Jamajskiego Komitetu Olimpijskiego oraz Eric Holmer – trener jamajskiej reprezentacji narciarskiej. Jamajska delegacja przybyła do Vancouver 11 lutego 2010 roku. Errol Kerr z lotniska udał się do Whistler, gdzie zamieszkał w wiosce olimpijskiej.

## Udział w ceremoniach otwarcia i zamknięcia igrzysk
Rolę chorążego reprezentacji Jamajki podczas ceremonii otwarcia igrzysk pełnił Errol Kerr – jedyny reprezentant tego kraju podczas igrzysk w Vancouver. Jamajska delegacja olimpijska weszła na stadion jako 42. w kolejności – pomiędzy ekipami z Włoch i Japonii. Kerr niósł również jamajską flagę podczas zorganizowanej 28 lutego 2010 roku ceremonii zamknięcia.

## Wyniki

### Narciarstwo dowolne

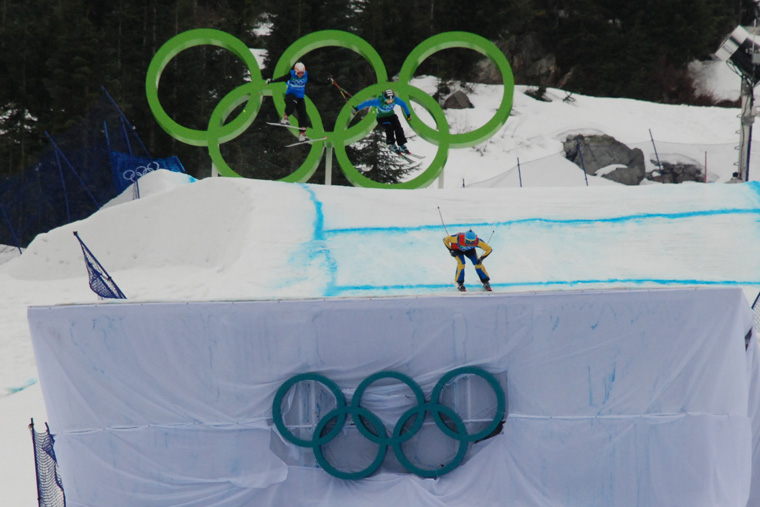
Cypress Mountain Resort w Whistler podczas igrzysk olimpijskich w 2010 roku

Podczas igrzysk w Vancouver rywalizacja w narciarstwie dowolnym przeprowadzona została w dniach 13–25 lutego 2010 roku w Cypress Mountain Resort w Whistler. Reprezentant Jamajki, Errol Kerr wystąpił w debiutującej na tych igrzyskach konkurencji – ski crossie. Zawody rozegrano 21 lutego.
Kerr przystąpił do kwalifikacji z 27. numerem startowym. W rundzie kwalifikacyjnej uzyskał czas 1:13,71, który dał mu dziewiąte miejsce i awans do dalszej części rywalizacji. W 1/8 finału wystąpił w zielonym kasku, w drugiej grupie wraz z Davey Barrem, Simonem Sticklem i Andersem Rekdalem. Reprezentant Jamajki zwyciężył i wraz z Barrem awansował do ćwierćfinału. Obaj zawodnicy wystartowali w pierwszym ćwierćfinałowym przejeździe, w którym zmierzyli się z nimi jeszcze Michael Schmid i Erik Iljans. Kerr ponownie wystąpił w kasku zielonym. Do półfinałów awansowali Schmid (późniejszy mistrz olimpijski w tej konkurencji) i Barr, a Kerr zajął trzecie miejsce w grupie i odpadł z dalszej rywalizacji. Na podstawie czasu z rundy kwalifikacyjnej został sklasyfikowany na dziewiątej pozycji, miał zatem najlepszy wynik spośród wszystkich wyeliminowanych zawodników.
Osiągnięte przez Kerra dziewiąte miejsce w ski crossie jest najlepszym rezultatem uzyskanym przez reprezentanta Jamajki we wszystkich występach na zimowych igrzyskach olimpijskich.
| Konkurencja        | Zawodnik   | Kwalifikacje | Kwalifikacje | 1/8 finału | Ćwierćfinały | Półfinały | Finały | Miejsce |
| Konkurencja        | Zawodnik   | Czas         | Miejsce      | 1/8 finału | Ćwierćfinały | Półfinały | Finały | Miejsce |
| ------------------ | ---------- | ------------ | ------------ | ---------- | ------------ | --------- | ------ | ------- |
| Ski cross mężczyzn | Errol Kerr | 1:13,71      | 9.           | 1. Q       | 3. nq        | NQ        | NQ     | 9.      |

## Po zawodach olimpijskich
Jeszcze w trakcie pobytu w Vancouver, 26 lutego 2010 roku, w restauracji Riddim & Spice zorganizowane zostało spotkanie z zawodnikiem. Spotkanie miało na celu umożliwić kibicom spotkanie z zawodnikiem i złożenie gratulacji za osiągnięty podczas igrzysk wynik. Wydarzenie zorganizowane zostało przez jamajskie organizacje działające w Kolumbii Brytyjskiej – Jamaican Canadian Association of BC i Canadian Jamaican Medical Assistance Society. W spotkaniu, poza Kerrem, wzięli udział m.in. jamajska skeletonistka Rindy Loucks, której nie udało się awansować na igrzyska, a także Winston Chang – menadżer Sandals Resorts, Grace Cameron – redaktor naczelna magazynu „Jamaican Eats” oraz Glace Lawrence – producent i scenarzysta.